# HackYeah!
HackYeah! – największy, stacjonarny hackathon w Europie. Organizowany corocznie od 2017 roku. Głównym celem tego wydarzenia jest tworzenie innowacyjnych rozwiązań technologicznych w ograniczonym czasie, zwykle w ciągu 24 godzin. Uczestnicy hackathonu biorą udział w różnych zadaniach tematycznych, takich jak zdrowie, finanse, sztuczna inteligencja, cyberbezpieczeństwo, fintech, gaming, ekologia i inne. Projekty można zgłaszać do zadań otwartych lub partnerskich. Zadania otwarte, zaproponowane przez organizatorów, nawiązują do bieżących trendów i mają zwykle szeroki zakres. Zadania przygotowane przez organizacje i firmy partnerujące wydarzeniu są często bardziej szczegółowe i specjalistyczne. 
W 2020 roku pod wpływem pandemii hackathon został przeniesiony do świata wirtualnego.. Odbyły się aż 3 edycje.
2021 rok to pierwsza edycja hybrydowa, uczestnicy łączyli się online z całego świata a stacjonarnie w katowickim Spodku spotkało się niespełna 300 osób.
2022 to powrót wydarzenia do krakowskiej Tauron Areny, gdzie padła rekordowa pula nagród, która wyniosła ponad 700 000 zł. 
W 2023 roku na hackathonie zgromadziło się prawie 3000 osób, złożono ponad 300 projektów w różnych kategoriach zadań .